# بنجامين فرانكلين هاينز
بنجامين فرانكلين هاينز (بالإنجليزية: Benjamin Franklin Haynes)‏ هو صحفي أمريكي، ولد في 1851، وتوفي في 1923.